# Big Freaking Rat
Big Freaking Rat è un film horror statunitense del 2020 diretto da Thomas J. Churchill.

## Trama
Un ratto gigante mutato a causa di rifiuti tossici, inizia a uccidere e terrorizzare gli ospiti del nuovissimo campeggio Taghkanic Lake.